# Agatha Christie: The ABC Murders (videogioco 2009)
Agatha Christie: The ABC Murders è un videogioco d'avventura e di investigazione per Nintendo DS pubblicato dalla DreamCatcher Interactive e tratto dal celebre romanzo di Agatha Christie La serie infernale

## Modalità di gioco
Il videogiocatore veste i panni del capitano Hastings e deve risolvere il mistero ispezionando le scene del crimine e interrogando i sospetti. Per risultare più appetibile ai videogiocatori che già conoscono la storia, il gioco permette di giocare con un assassino diverso e con prove e testimoni differenti.

## Accoglienza
| Testata                           | Giudizio |
| --------------------------------- | -------- |
| GameRankings (media al 29-9-2014) | 53,82%   |
| Metacritic (media al 29-9-2014)   | 53/100   |
| Adventure Gamers                  | 1/5      |
| GameZone                          | 6/10     |
| Nintendo Life                     | 6/10     |
| Official Nintendo Magazine        | 61%      |
| VideoGamer.com                    | 6/10     |

Il gioco ha ricevuto voti mediocri dalla critica, con GameRankings che gli assegna un punteggio medio del 53,82%, e Metacritic un voto di 53 su 100. ma è stata apprezzata la fedele riproduzione dell'atmosfera originale del romanzo.